# Janusz Piszczatowski
Janusz Piszczatowski (ur. 5 września 1949 w Gorzowie Wielkopolskim) – polski artysta fotograf uhonorowany tytułem Artiste FIAP (AFIAP). Członek rzeczywisty Okręgu Szczecińskiego Związku Polskich Artystów Fotografików. Członek Szczecińskiego Towarzystwa Fotograficznego.

## Życiorys
Janusz Piszczatowski związany z zachodniopomorskim środowiskiem fotograficznym – od 1953 roku mieszka i tworzy w Szczecinie. Fotografuje od końca lat 60. XX wieku. W 1968 roku został członkiem rzeczywistym Szczecińskiego Towarzystwa Fotograficznego, w którego pracach uczestniczył do 1977 roku. Miejsce szczególne w jego twórczości zajmuje fotografia aktu, fotografia krajobrazowa, fotografia pejzażowa, fotografia portretowa, fotografia reklamowa, fotografia teatralna. W 1973 roku został przyjęty w poczet członków rzeczywistych Okręgu Szczecińskiego Związku Polskich Artystów Fotografików (legitymacja nr 412). Uczestniczy w pracach jury, w konkursach fotograficznych.
Janusz Piszczatowski jest autorem i współautorem wielu wystaw fotograficznych; indywidualnych oraz zbiorowych w Polsce i za granicą (Francja, Luksemburg, Słowenia, Wochy). Publikował swoje prace (m.in.) w specjalistycznej prasie fotograficznej (polskiej i zagranicznej) – Camera, European Photography, Fotografia, Fou de Vous, Le Temps Pluriel, Nocturne, Pentax Family. Jego fotografie uzyskały wiele akceptacji w Międzynarodowych Salonach Fotograficznych objętych patronatem Międzynarodowej Federacji Sztuki Fotograficznej FIAP, czego pokłosiem było przyznanie Januszowi Piszczatowskiemu przez FIAP – tytułu Artiste FIAP (AFIAP). 
Fotografie Janusza Piszczatowskiego znajdują się (m.in.) w zbiorach Muzeum Sztuki Współczesnej Paryża.

## Wystawy indywidualne
- Cite  Internationale des Arts (Paryż, Francja 1983)
- Galeria Terre Rouge (Luksemburg 1986)
- Espace Bateau Lavoir (Paryż, Francja 1987)
- Mała Galeria ZPAF (Warszawa, Polska 1987)
- Mois da la Photo (Paryż, Francja 1988)
- Galeria BWA Brama Królewska (Szczecin, Polska 1989)
- Galeria Cankariew Dom (Lublana, Słowenia 1990)
- Galeria Fot-Art (Szczecin, Polska 2007)[10]
- Galeria ZPAF (Szczecin, Polska 2017)[2]

Źródło